# Amábilis Cordero
Amábilis Cordero (Duaca, Venezuela, 31 de marzo de 1892 - Barquisimeto, Venezuela, 6 de enero de 1974) fue un cineasta, fotógrafo, pintor, poeta, músico, guionista y pionero del cine venezolano.

## Biografía
Naceria el 31 de marzo de 1892 en la población de Duaca. hijo del general Juan Onofre Cordero y Mercedes de Cordero, se casaría con su primera esposa, la actriz Carmen Tovar, donde tendría dos hijos, pero enviudó en 1917. En 1926, se casaría de nuevo con la también actriz Carmen Montesinos.
Aprende el oficio de fotógrafo en 1920 de la mano del maestro Jesús González. Tiempo después, en 1926, instala un estudio fotográfico en el centro de Barquisimeto. Compra varios equipos fotográficos en el exterior, con los que filmaría sus primeras películas.
Es en 1928 cuando realiza su primera película: Los Milagros de la Divina Pastora. Diseña y comienza la construcción de la sede de la empresa Estudios Cinematográficos Lara ubicada en la casa Nº 381 de la carrera 19 con calle 44 de Barquisimeto.
En 1932 dirige la película Alma Llanera con guion de Luis Peraza, largometraje que se estrenó el 13 de junio de 1965. 
Años más tarde, tras algunos fracasos económicos y sufriendo del deterioro de su visión, se detiene su producción cinematográfica. En 1951 funda una escuela de cine en los Estudios Lara. 
Continúa desempeñando diversas labores en el ámbito cinematográfico hasta su muerte en Barquisimeto en 1974. En 2007 se grabó un cortometraje relatando su vida.